# Giải vô địch bóng đá CONCACAF 1977
Giải vô địch bóng đá CONCACAF 1977 là Cúp bóng đá Bắc, Trung Mỹ và Caribe lần thứ bảy, diễn ra ở México từ 8 đến 23 tháng 10 năm 1977, giải đấu có 6 đội tuyển tham gia, thi đấu vòng tròn tính điểm để chọn ra nhà vô địch. Đây cũng là vòng loại Giải vô địch bóng đá thế giới 1978. Chủ nhà Mexico giành chức vô địch đầu tiên sau khi vượt qua đương kim vô địch Haiti ở lượt trận cuối để giành quyền tham dự giải vô địch bóng đá thế giới 1978.

## Địa điểm
| Thành phố MéxicoMonterrey | Thành phố México    | Monterrey                  |
| ------------------------- | ------------------- | -------------------------- |
| Thành phố MéxicoMonterrey | Sân vận động Azteca | Sân vận động Universitario |
| Thành phố MéxicoMonterrey | Sức chứa: 105.000   | Sức chứa: 41.615           |
| Thành phố MéxicoMonterrey |                     |                            |

## Vòng chung kết
| Đội         | Trận | Thắng | Hoà | Thua | BT | BB | HS  | Điểm |
| ----------- | ---- | ----- | --- | ---- | -- | -- | --- | ---- |
| México      | 5    | 5     | 0   | 0    | 20 | 5  | +15 | 10   |
| Haiti       | 5    | 3     | 1   | 1    | 6  | 6  | 0   | 7    |
| El Salvador | 5    | 2     | 1   | 2    | 8  | 9  | −1  | 5    |
| Canada      | 5    | 2     | 1   | 2    | 7  | 8  | −1  | 5    |
| Guatemala   | 5    | 1     | 1   | 3    | 8  | 10 | −2  | 3    |
| Suriname    | 5    | 0     | 0   | 5    | 6  | 17 | −11 | 0    |

| Guatemala                                               | 3 – 2 | Suriname                            |
| ------------------------------------------------------- | ----- | ----------------------------------- |
| Félix Alfonso McDonald 15', 38' · Mario René Alfaro 85' |       | Edwin Schal 2' · Delano Rigters 55' |

| Canada   | 1 – 2 | El Salvador     |
| -------- | ----- | --------------- |
| Budd 85' |       | Zapata 44', 84' |

| México                            | 4 – 1 | Haiti       |
| --------------------------------- | ----- | ----------- |
| Sánchez 1' · Rangel 46', 70', 82' |       | Auguste 78' |

| Canada                  | 2 – 1 | Suriname                  |
| ----------------------- | ----- | ------------------------- |
| Parsons 32' · Bakić 74' |       | Remie Olmberg 40' (ph.đ.) |

| México                            | 3 – 1 | El Salvador |
| --------------------------------- | ----- | ----------- |
| J. Cárdenas 36' · Rangel 59', 90' |       | Huezo 75'   |

| Guatemala | 1 – 2 | Haiti                    |
| --------- | ----- | ------------------------ |
| Mitrovich |       | Gerald · Leintz Domingue |

| México                                                                        | 8 – 1 | Suriname            |
| ----------------------------------------------------------------------------- | ----- | ------------------- |
| Raul Isiordia · Alfred Jiménez · Hugo Sánchez · Rafael Chávez · Víctor Rangel |       | Edwin Schal (ph.đ.) |

| El Salvador | 0 – 1 | Haiti     |
| ----------- | ----- | --------- |
|             |       | Sanon 24' |

| Canada                          | 2 – 1 | Guatemala  |
| ------------------------------- | ----- | ---------- |
| Parsons 20' · B. Lenarduzzi 35' |       | Alfaro 62' |

| México                             | 2 – 1 | Guatemala     |
| ---------------------------------- | ----- | ------------- |
| Vasquez 28' (ph.đ.) · Cárdenas 81' |       | Mirtovich 44' |

| El Salvador                  | 3 – 2 | Suriname                                  |
| ---------------------------- | ----- | ----------------------------------------- |
| Jorge González · Elmer Rosas |       | Errol Emmanuelson · Remie Olmberg (ph.đ.) |

| Canada    | 1 – 1 | Haiti            |
| --------- | ----- | ---------------- |
| Bakić 89' |       | Dorsainville 70' |

| México                             | 3 – 1 | Canada     |
| ---------------------------------- | ----- | ---------- |
| Guzmán 31', 40' · Hugo Sánchez 65' |       | Parsons 9' |

| Guatemala       | 2 – 2 | El Salvador                 |
| --------------- | ----- | --------------------------- |
| Rivera 58', 75' |       | Elmer Rosas 44' · Huezo 85' |

| Haiti           | 1 – 0 | Suriname |
| --------------- | ----- | -------- |
| Leintz Domingue |       |          |

Mexico giành quyền tham dự giải vô địch bóng đá thế giới 1978

### Vô địch
| Vô địch Cúp Vàng CONCACAF 1977 Mexico Lần thứ ba |

## Danh sách cầu thủ ghi bàn
6 bàn
- Víctor Rangel

4 bàn
- Hugo Sánchez